# شهرك طالقاني (ويس)
شهرک طالقاني (بالفارسية: شهرک طالقانی) هي منطقة سكنية تقع في إيران في قسم ويس الريفي. يقدر عدد سكانها بـ 2,298 نسمة .